# Diamond Princess

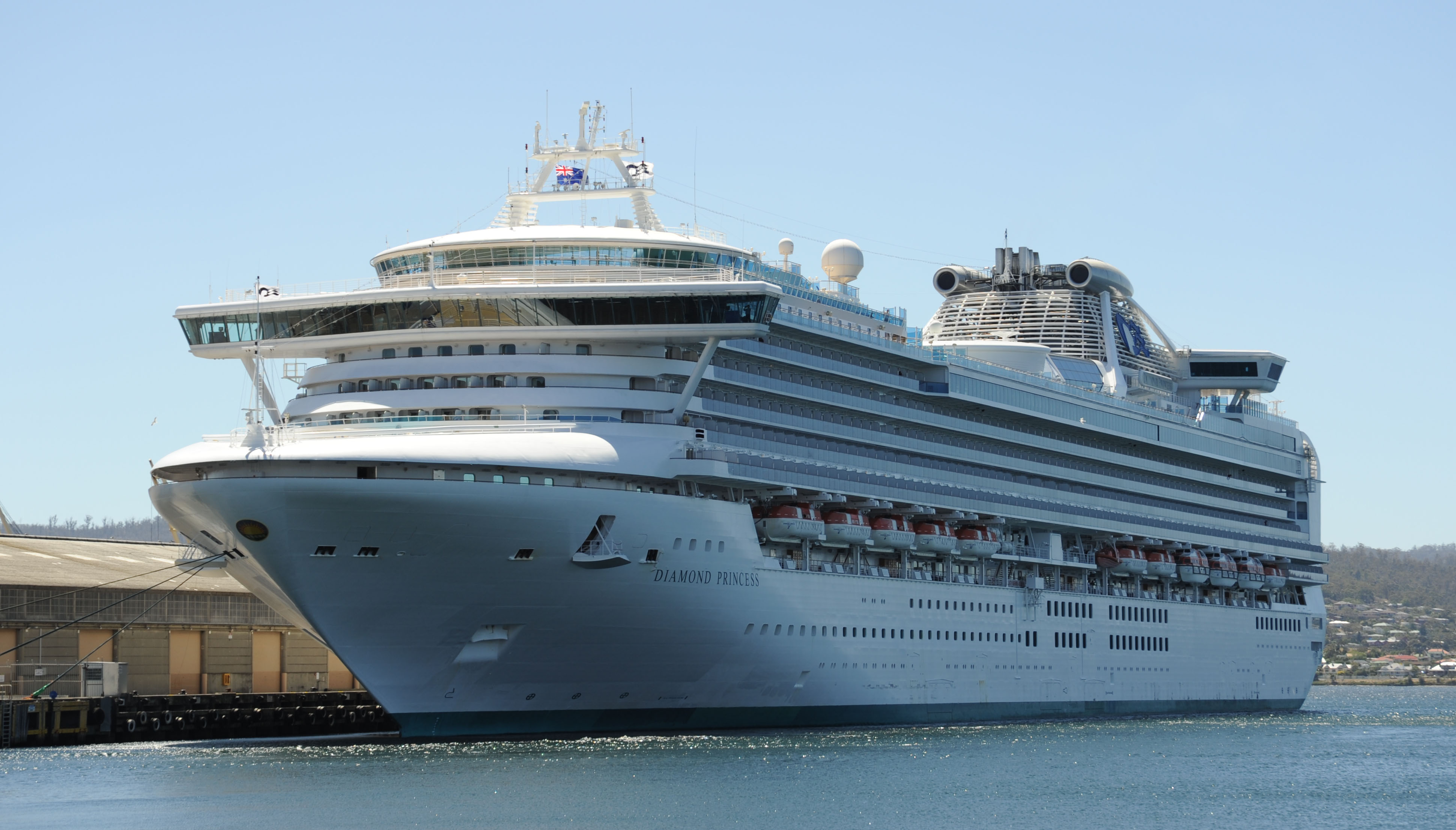
Diamond Princess в Гобарті.

Diamond Princess (укр. Діамантова принцеса) — велике круїзне судно, що перебуває у власності компанії Princess Cruises й обслуговується нею. Судно спущено на воду 2004 року й переважно курсує на Алясці влітку і в Азії взимку. У судна є корабель-близнюк, Sapphire Princess. Обидва судна побудовані в Японії, на корабельнях компанії Mitsubishi Heavy Industries. Судна мають багато спільних рис з Ruby Princess, Emerald Princess і Crown Princess і разом ці п'ять суден утворюють один клас: Gem (з англ. — «коштовний камінь»).
На початку 2020 року на судні було виявлено хворих на COVID-19, тому на судні було оголошено карантин і воно місяць простояло в порту Йокогами. Серед 3711 осіб — пасажирів та екіпажу — захворіло 761 особа, одинадцятеро померло.

## Будівництво
Судно спочатку мало називатися Sapphire Princess (з англ. — «Сапфірова Принцеса») і будувалося одночасно з судном-близнюком Diamond Princess, яке повинно було увійти в дію першим. Але будівництво Diamond Princess було затримано після того, як сильна пожежа охопила палуби судна. Оскільки завершення Diamond Princess було відкладено на деякий час, корабель-близнюк взяв на себе роль згорілої Діамантової Принцеси. Зміна назви дозволила передати Діамантову Принцесу в обумовлений термін, оскільки інше судно потребувало часу для його відновлення після пожежі. Після відновлення первісна Diamond Princess стала до ладу під назвою Sapphire Princess.

## Палуби

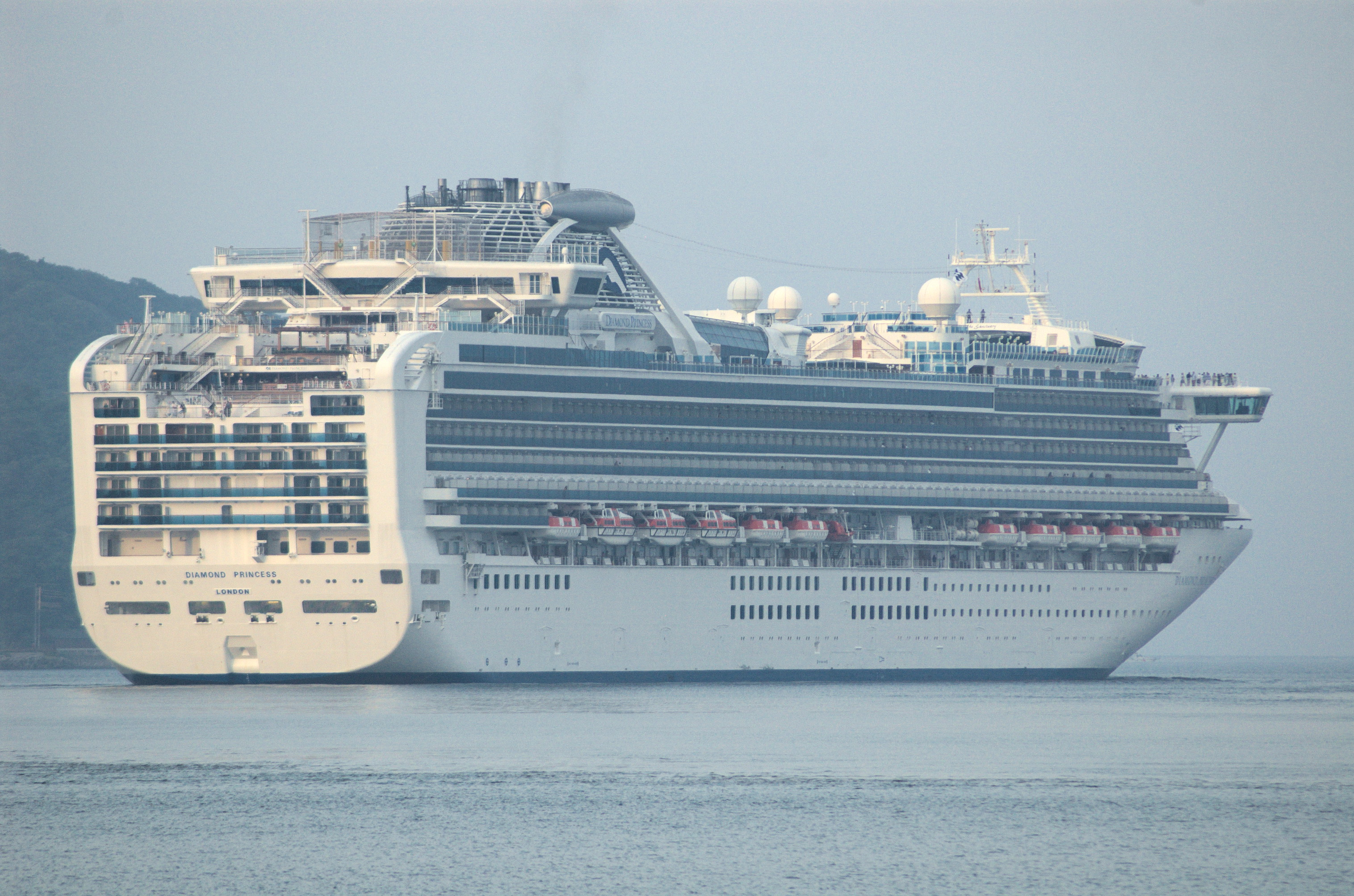
Diamond Princess у 2014 р.

Судно має 17 палуб, з них доступні для пасажирів:
1. Gala: медичний центр
2. Plaza: бар, бібліотека, стійка туроператора, художня галерея, обідні зали, каюти пасажирів
3. Fiesta: казино, театр, кімнати відпочинку, обідні зали, ігрова кімната
4. Promenade: бутики, бар, каплиця, інтернет-кафе, театр, художня галерея
5. Emerald: каюти пасажирів
6. Dolphin: каюти пасажирів
7. Caribe: каюти пасажирів
8. Baja: каюти пасажирів
9. Aloha: каюти пасажирів, басейн
10. Lido: басейни, тенісний корт, каюти пасажирів
11. Sun: фітнес-центр, басейни, концертний зал, молодіжний центр
12. Sports: поле для гольфу, тенісний корт, оазис
13. Sky: нічний клуб

## Карантин
20 січня 2020 року судно вийшло в рейс і повернулося 3 лютого 2020 року до Йокогами. Серед пасажирів був громадянин Китаю, у якого виявили коронавірус. Він зійшов на берег 25 січня в Гонконзі. Після медичного тестування аналізів пасажирів, що близько спілкувалися з хворим, виявили десять, а потім ще десять хворих, усіх ії госпіталізували. Серед перших десяти заражених громадяни Японії, Китаю, США, Австралії і Філіппін. Станом на 6 лютого 2020 року судно стояло на рейді порту, на борту перебували представники понад 50 країн. Всього пасажирів і членів екіпажу — 3,7 тис. осіб.
Оператор лайнеру Diamond Princess Princess Cruises 9 лютого 2020 року оголосив, що повністю відшкодує вартість круїзу і передплачених екскурсій, а також супутні транспортні витрати і витрати на проживання в готелях, а перебування на лайнері під час карантину після круїзу буде безкоштовним.
Станом на 10 лютого у громадянина України на судні виявили коронавірус. Загалом коронавірус виявили у 136 пасажирів.
Станом на 17 лютого коронавірус виявили у 454 пасажирів.
Станом на 18 лютого двох українців, які захворіли на коронавірус, виписали з лікарні. Всього на судні перебувало 25 українців. Загальна кількість заражених склала 542 пасажирів і членів екіпажу, перевірили 2404 осіб. Канада оголосила, що централізовано евакуює своїх громадян 20 лютого.
19 лютого почали знімати з карантина тих, чиї тести дали негативний результат на вірус, якщо вони не контактували з виявленими хворими. Про готовність вивезти свої громадян спеціальними рейсами заявили Південна Корея, Гонконг, Австралія, Канада, Ізраїль, Велика Британія, Філіппіни, Тайвань та Італія.
Два громадяни Японії у віці 84 і 87 років, зняті із корабля, померли в лікарні, також заразилося 2 росіян.
1 березня 2020 в Йокогамі на берег зійшли останні 130 осіб, їх доправили на двотижневий карантин. Судно мало пройти дезінфекцію й техобслуговування.
Станом на 23 березня 2020, 761 із 3711 пасажирів і членів екіпажу були заражені вірусом, що підтверджено тестами, 9 із них померло. 28 березня кількість смертей зросла до 11.
Станом на 28 березня продавалися квитки на травень від 672 € за 7 ночей.